# نیترولیک اسید

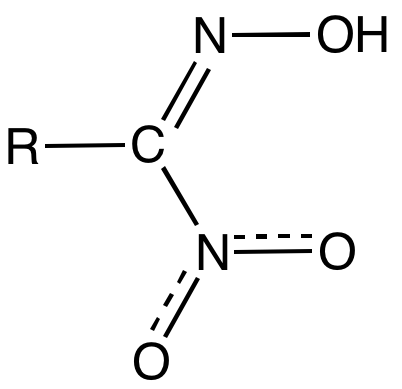
ساختار یک نیترولیک اسید.

نیترولیک اسیدها ترکیب‌های آلی با گروه عاملی RC(NO2)=NOH اند. این مواد از واکنش ترکیبات نیترو با باز و منابع نیتریتی تهیه می‌شوند:
RCH2NO2 + HNO2 → RC(NO2)=NOH + H2O
این واکنش نخستین بار از سوی ویکتور مایر با استفاده از نیترواتان بیان شد. این واکنش با مداخلهٔ آنیون نیترونات پیش می‌رود.

## تشکیل
بیشتر نیترولیک اسیدها در آزمایشگاه به صورت تفریحی و اتفاقی ایجاد شده‌اند غیر از ترکیب HO2C(CH2)4C(NO2)=NOH که از راه اکسایش سیکلوهگزانون با نیتریک اسید تولید شد. این گونه‌ها به آدیپیک اسید و دی نیتروژن مونوکسید تجزیه می‌شود:
HO2C(CH2)4C(NO2)=NOH → HO2C(CH2)4CO2H + N2O
این واکنش یکی از راه‌های رسیدن به N2O است که می‌تواند روی طبیعت اثر بگذارد. آدیپیک اسید مادهٔ اولیهٔ تولید پلیمرهای نایلون است.